# Embaixada da Coreia do Sul em Moscou

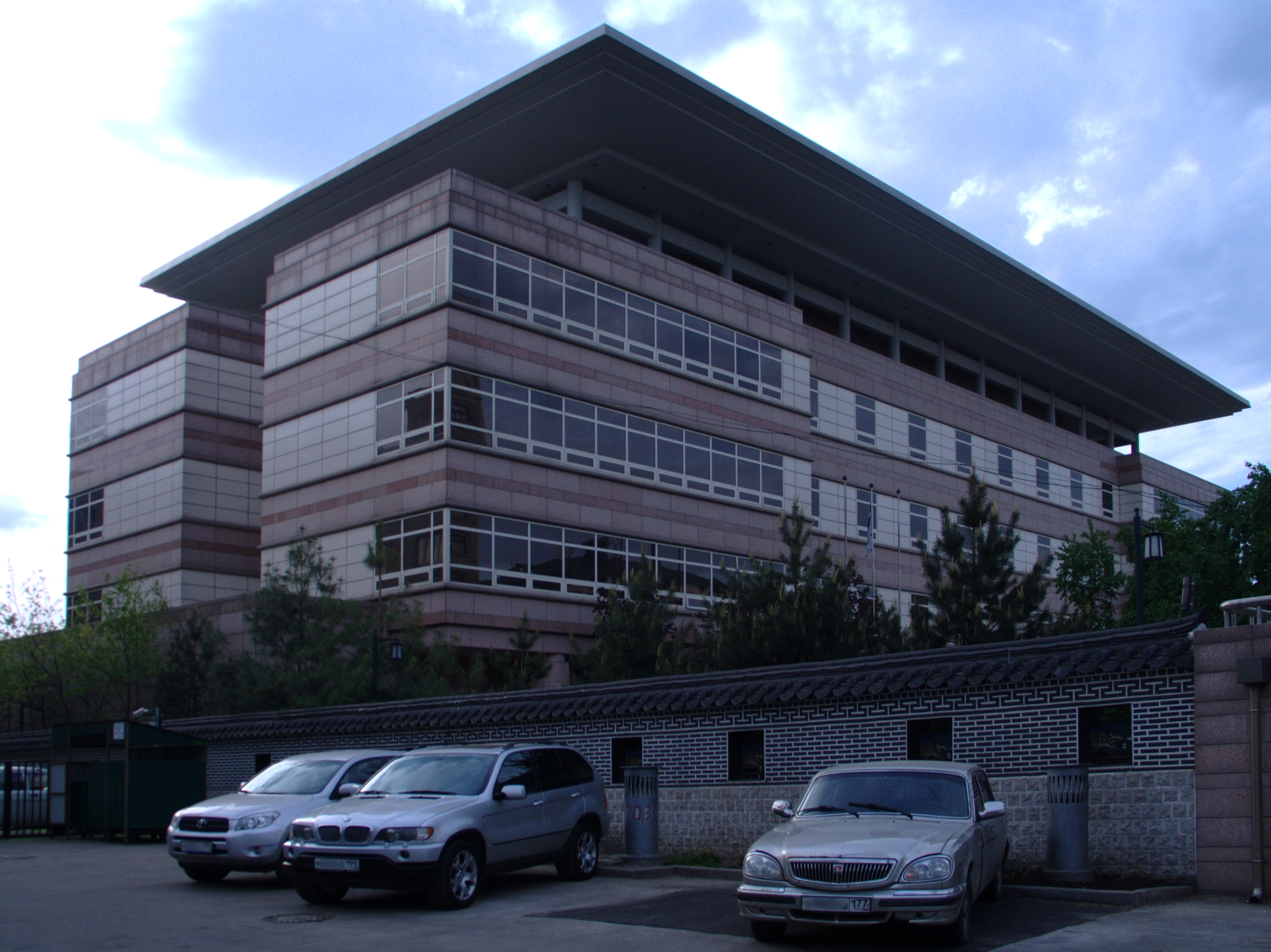
A Embaixada da república da coreia do sul, os eleitores tem a principal missão diplomática com a federação russa em khamvniki, rua plyushchikha n.°56, moscovo.

A Embaixada da República da Coreia em Moscou é a principal missão diplomática da Coreia do Sul na Federação Russa. Ela está localizada na Rua Plyushchikha N.º 56 (em russo:  ул. Плющиха, 56) no distrito de Khamovniki em Moscovo.